# (23668) Eunbekim
(23668) Eunbekim est un astéroïde de la ceinture principale.

## Description
(23668) Eunbekim est un astéroïde de la ceinture principale. Il fut découvert le 31 mars 1997 à Socorro (Nouveau-Mexique) par le projet LINEAR. Il présente une orbite caractérisée par un demi-grand axe de 2,46 UA, une excentricité de 0,13 et une inclinaison de 2,3° par rapport à l'écliptique.

## Compléments